# Tram van Gdańsk
De tram van Gdańsk (Duits: Danzig; Nederlands (verouderd): Danzig of Danswijk; Kasjoebisch: Gduńsk) is een van de oudste tramnetten in Polen. Op dit moment wordt het geëxploiteerd door ZKM Gdańsk (Zakład Komunikacji Miejskiej sp. z o.o w Gdańsku). Het systeem bestaat in 2012 uit 12 elkaar veelal overlappende lijnen met een totale lengte van ongeveer 52 kilometer. Het systeem gebruikt normaalspoor (1435 mm) en rijdt onder een netspanning van 660 V. 
Het huidige netwerk bestaat uit twee hoofdassen die van het Centraal Station naar het noorden lopen en zich ter hoogte van het spoorwegstation Politechnika splitsen in 4 assen: 2 naar het noordwesten die uiteindelijk bij de badplaats Jelitkowo samen komen en 2 naar het noorden die in Nowy Port samen komen. Vanaf het hoofdstation lopen nog twee assen in westelijke en één, naar de badplaats Stogi, in oostelijke richting. De oude binnenstad is na de Tweede Wereldoorlog geheel zonder tram gebleven. 85% van het net ligt op vrije banen.

## Context
De eenwording van Duitsland in 1871 betekende dat Danzig/Gdańsk definitief aan het Duitse Keizerrijk werd toegewezen als hoofdstad van de provincie West Pruisen.
De uitvoering van het Verdrag van Versailles had als gevolg dat Danzig, door het creëren van een ‘Poolse corridor’, van de rest van Duitsland werd afgesneden. Dit tot ongenoegen van de hoofdzakelijk Duitse bevolking. Onder toezicht van de Volkenbond werd een vrijstaat gecreëerd: de vrije stad Danzig (1920-1939). Polen zou doorvoerrechten in deze stadstaat krijgen en daarin van Duitsland onafhankelijk kunnen blijven. De vrijwel geheel (meer dan 95%) Duitstalige stadsbevolking was tegen deze 'tussenstatelijke' constructie en boycotte alle Poolse instellingen, zoals enkele scholen, postkantoren en onderzoeksinstituten. Om Danzig met een economische boycot op den duur te dwingen tot aansluiting bij Polen, besloot dat land met Frans investeringskapitaal in 1920 een nieuwe concurrerende haven aan te leggen in het naburige, op Pools grondgebied gelegen, vissersdorp Gdynia (Duits: Gdingen, 1939-1945: formeel Gotenhafen). De economische activiteiten in Danzig liepen door het verlies van de Poolse im- en export inderdaad sterk terug en konden slechts voor een deel door Duitse investeringen en subsidies gecompenseerd worden. Tussen Gdynia en Danzig werd nooit een tramlijn aangelegd, wat gezien de situatie lucratief had kunnen zijn, maar er was, en is, wel een spoorverbinding. De ontwikkeling van het openbaar vervoer in Danzig moet in het licht van deze geschiedenis worden beoordeeld. Het werd met Duitse middelen opgericht en bestuurd en van rollend materieel voorzien en werd pas in 1945 Pools.

#### Paardentram

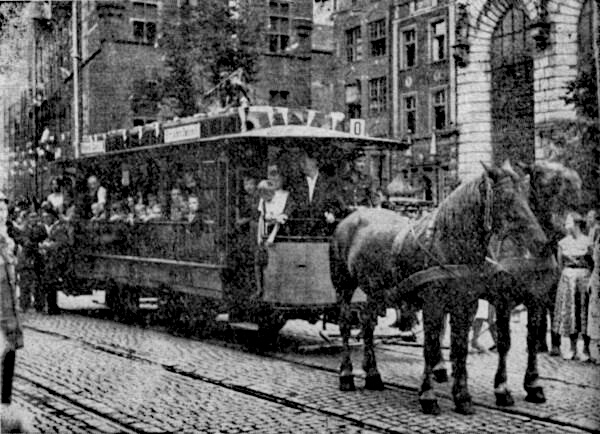
Paardentram op de Lange markt, datum onbekend.

De eerste paardentramlijn in Danzig werd gebouw en geëxploiteerd door de Berlijnse ‘Deutsche Pferdeeisenbahn Gesellschaft’ en opende op 23 juni 1873 de eerste lijn tussen de Heumarkt via Langfuhr (heden: Wrzeszcz) naar Oliva. Al na enkele jaren werd de dienst tot Oliva niet meer uitgevoerd. Het bedrijf werd in 1877 verkocht aan de Danziger ondernemers Otto Braunschweig en Oskar Kupferschmidt die de Danziger Strassen Eisenbahn (DSE) oprichtten en het net fors uitbreidden. Zo ontstonden de volgende verbindingen:
- lijn van het centrum naar Orunia (1878)
- lijn van de Kohlenmarkt door de Langgasse en over de Langer Markt, langs de Langgarten naar de Niederstadt (1883)
- lijn van station Danzig Petershagen door de hoofdstraat naar de Vismarkt (1886)
- lijn van het centrum naar Schidlitz (heden: Siedlce)(1886)

## Elektrificatie en geschiedenis tot en met de Tweede Wereldoorlog

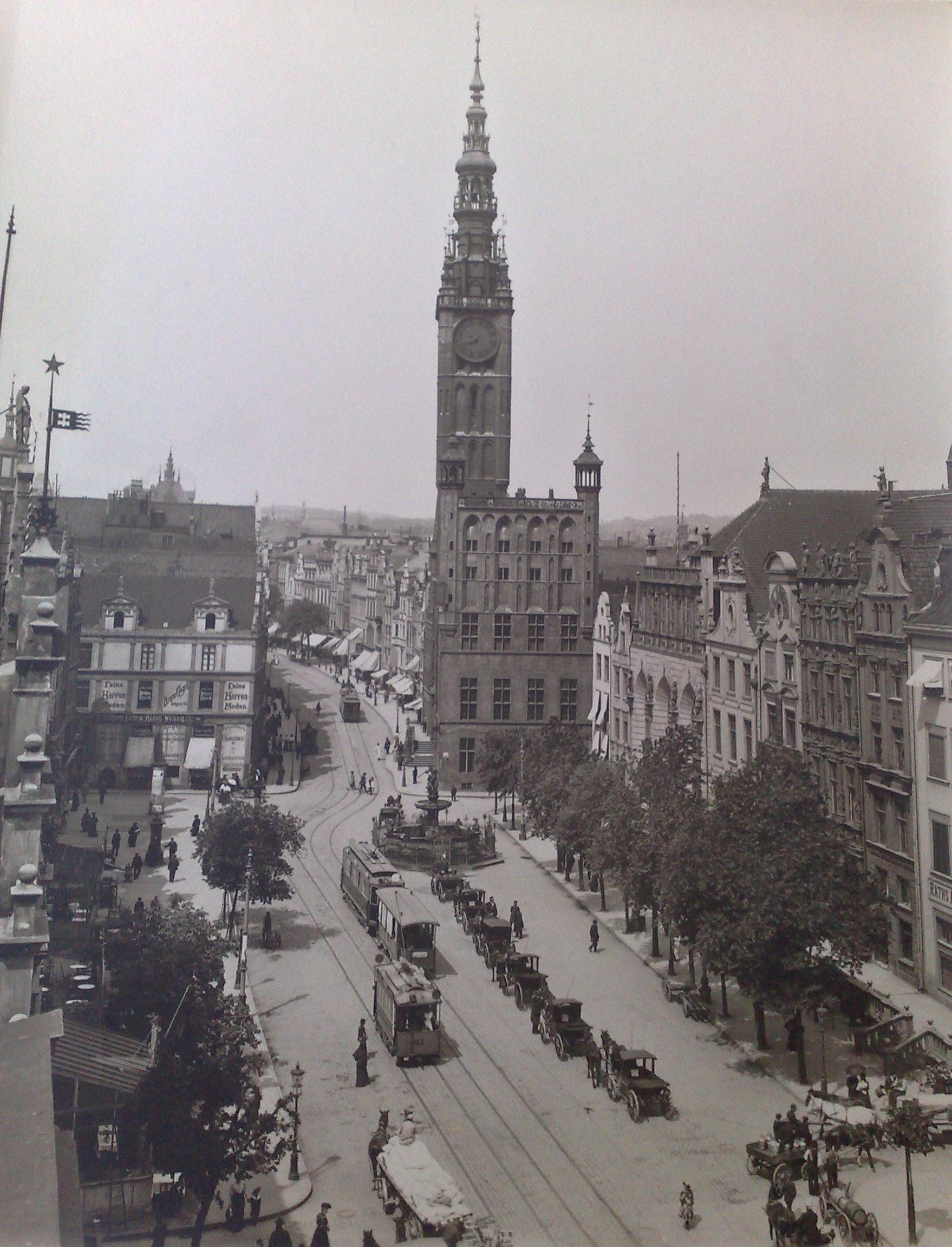
Elektrische trams op de Lange markt (Długi Targ), rond 1906.

In 1894 kocht het Berlijnse bedrijf AEG de DSE en besloot een jaar later tot elektrificatie van het paardentramnet. De eerste elektrische tramlijn werd op 12 augustus 1896 feestelijk in gebruik genomen op – het nog steeds bestaande - traject van het centrum naar Schidlitz (heden: Siedlce). Daarna werden alle paardentramlijn geleidelijk geëlektrificeerd en werd het nieuwe Centraal Station op het netwerk aangesloten. Na de ombouw bracht AEG het gehele net, alle trams en personeel onder in een nieuwe firma, de Allgemeine Strassen und Eisenbahn Gessellschaft. In 1899 werd een tweede bedrijf dat elektrische trams in dienst stelde opgericht. Dit had als standplaats Neufahrwasser (heden: Nowy Port) ten noorden van de stad en bouwde in 1900 onder de naam Danziger Elektrische Strassenbahn tramlijnen van Langfuhr via Brösen en van Neufahrwasser naar de scheepswerf Schichau. De eerste lijn werd later verlengd naar de Kassubischer Markt en reed vervolgens door Pfefferstadt (heden: Korzenna) naar de Breitgasse. In 1903 werden de twee bedrijven samengevoegd tot Danziger Elektrische Strassenbahn AG (DES AG) dat op dat moment 87 motor- en 83 bijwagens, 2 elektriciteitscentrales en 5 remises in bezit had. 22 grote motorwagens met 4 motoren waren de eerste nieuwe trams voor het nieuwe bedrijf; deze trams werden op de lijnen van Danzig naar de kust ingezet. Tussen 1904 en 1913 werd de serie van 22 nog uitgebreid met 11 motorwagens met dezelfde karakteristieken. In 1904 werd een tramlijn naar de Stadtgraben ingesteld en in 1908 werd een lange lijn van de markt via de Seestraße naar Glettkau (heden: Jelitkowo) aangelegd. Op 1 mei 1914 kregen de tramlijnen nummers. Tot dat moment voerden de trams slechts een bord met daar de eindbestemming op geschilderd. De volgende lijnen werden ingesteld:
- 1: Danzig – Oliva
- 2: Danzig – Langfuhr (Wrzeszcz)
- 3: Danzig – Orunia
- 4: Danzig – Schidlitz (Siedlce)[Emmaus]
- 5, 6 en 7 binnenstadslijnen in Danzig
- 8: Danzig Krantor (Żuraw) - Neufahrwasser - Brösen
- 9: Brösen – Langfuhr
- 10: Oliva – Glettkau (Jelitkowo)

In februari 1917 werd de voorraad kolen zodanig klein dat de elektriciteitscentrales niet meer konden worden gevoed en dit leidde tot grote onderbrekingen in de dienstuitvoering. In 1919 werd het gehele lijnennet herzien. De volgende lijnen waren in januari 1920 in dienst:
- 1 - DANZIG Kohlen Markt - Stadtgraben - Große Allee - Hauptstraße - Friedrich Allee - Kronprinzen Allee - LANGFUHR (Wrzeszcz) Friedensschluß (witte schijf met rode strepen)
- 2 - DANZIG Kohlen Markt - Stadtgraben - Große Allee - Hauptstraße - Friedrich Allee - Kronprinzen Allee – OLIVA (wit schild)
- 3 - DANZIG Hansaplatz - Stadtgraben - Holz Markt - Kohlen Markt - Langgasse - Langer Markt - Langgarten - DANZIG Weidengasse (wit schild met groene omlijning)
- 4 - DANZIG Hansaplatz - Stadtgraben - Holz Markt - Kohlen Markt - Langgasse - Langer Markt - Langgarten - Troyl - HEUBUDE (geel schild)
- 5 - DANZIG Weidengasse - Langgarten - Langer Markt - Langgasse - Stadtgraben - Große Allee - Ostseestraße - Bärenweg - Max-Halbe-Platz - LANGFUHR Heeresanger (rood schild)
- 6 - DANZIG An der Reitbahn - Altschottland - Günther Schaffer Wall - OHRA Bahnhof (groen schild)
- 7 - DANZIG Silberhütte - Neugarten - Karthauserstraße – SCHIDLITZ (wit schild)
- 8 - DANZIG Breitegasse - Holz Markt - Pfefferstadt - Hanzaplatz - Schichaugasse - Paul Beneke Weg - Wilhelmstraße - NEUFAHRWASSER Albrehtstraße (wit schild)
- 9 - LANGFUHR Brunshöferweg - Max-Halbe-Platz - Brösenerweg - Danzigerstraße - Brösen - Neufahrwasserweg - Wilhelmstraße - NEUFAHRWASSER Olivaerstraße
- 10 - OLIVA Am Markt - Am Schloßgarten - Seestraße – GLETTKAU (Jelitkowo)

Het trambedrijf van Danzig kan bogen op een lange traditie van voortreffelijk en modern trammaterieel. De in de stad gevestigde Waggonfabrik Danzig was een vooruitstrevende spoorweg- en materieelbouwer en kan als hofleverancier van het trambedrijf worden beschouwd. In 1925 werd een moderniseringsplan gelanceerd dat voorzag in de aanleg van nieuwe lijnen (o.a. naar het strand van Heubude en Suchanino) en de aanschaf van 5 motor- (271-275) en 12 bijwagens van de Danziger Waggonfabrik. Deze werden in 1929 afgeleverd. Op 4 juli 1927 werd de nieuwe strandlijn vanaf Heubude ten noordoosten van de stad geopend. Tezelfdertijd werd in Neufahrwasser het sporennet zodanig uitgebreid dat er twee lussen – één langs de kustzone en één door het centrum – ontstonden die door verschillende lijnen konden worden gebruikt. In 1926 schaft het bedrijf 5 vierassige motorwagens (nrs. 240-244) aan die een groot balkon in het midden hadden. Dit balkon gaf toegang tot 2 grote passagiersruimtes waarbij het de bedoeling was dat alleen op de balkons staanplaatsen waren. Het waren robuuste en zeer grote trams die iets weg hadden van de Budapester trams van de NZH in Nederland. Ze waren reeds van een (wat klein ogende) pantograaf voorzien omdat het trambedrijf de overstap naar dit type stroomafnemer wilde gaan maken. In 1927 bouwde de fabriek 24 (nrs. 245-268) tweeassige stalen trams met 4 grote zijramen die bekend zouden worden als ‘Bergmann’-trams omdat een deel van deze trams een elektrische installatie van die fabrikant hadden. Het waren bijna 10 meter lange trams met een gewicht van 13,5 ton. Met 2 motoren van 46Kw elk was hun motorvermogen voor die tijd fors. Van de aflevering af waren zij al van een pantograaf voorzien. Ze waren bedoeld voor de nieuwe lijn naar de badplaats Heubude (heden: Stogi) en kregen daarom de bijnaam ‘Heubuder’. De trams waren niet modern – zo hadden ze nog houten zitplaatsen, een enkele smalle in- en uitstapdeur en geen zitplaats voor de bestuurder – maar waren wel zeer robuust. (Eén exemplaar is bewaard gebleven als museum wagen, nr. 266.)
In 1928 worden nog 10 moderne middenbalkontrams (nr.280-289) afgeleverd die met de bijpassende bijwagens 350-371 werden gekoppeld. Deze stellen werden voornamelijk op de stadslijnen ingezet. Ze waren tweeassig en door hun lage vloer zorgden zij voor een vlotte passagierscirculatie. In 1930 werd een nieuwe lijn vanaf de Grosse Allee (Hindenburg Allee, thans Wielka Aleja) over de Ostseestraße (aleję Hallera), de Bärenweg (ulicę Mickiewicza) naar de Magdeburger Straße aangelegd (ul. Kościuszki). De Waggonfabrik Danzig leverde hiervoor in 1930 tien vierassige middenbalkon motorwagens op ‘maximum traction trucks’ (300-309) die als een verbeterde versie van de uit 1926 stammende serie 240-244 moet worden beschouwd. Ze lijken qua uitvoering sterk op de Rotterdamse vierasser-trams uit diezelfde tijd: middenstap met schuifdeuren, 2 passagierscompartimenten, één grote pantograaf en lijn- en bestemmingsfilms in een doosvormig ontwerp boven de voorruit. Na 1952 werden deze wagens, wegens de instroom van 4/4N wagens tot werkwagen gedegradeerd. Vanaf 1934 worden de resterende trams die met een trolleystang als stroomafnemer rijden, voorzien van een pantograaf met de nodige aanpassingen aan de bovenleiding tot gevolg. Door gebrek aan financiële middelen en de internationale economische crisis worden de al in de jaren 1920 geplande uitbreidingen van het tramnet naar Rudnik en een verbinding van Langfuhr onderdoor via Suchanino naar het centrum niet gebouwd hoewel een groot deel van de grondwerken al begonnen waren. In 1939 bezat het trambedrijf 104 motor- en 99 bijwagens. De lengte van het net bedroeg 43,5 km waarvan 14,5 km nog enkelsporig was.
Het onderhoud in de oorlog werd zeer bemoeilijkt en vele mannen moesten zich voor het leger melden. In de oorlogsjaren gingen daarom ook steeds meer vrouwen als conducteur én bestuurder dienstdoen. In 1942 werd de naamloze vennootschap Verkehrsbetriebe Danzig Gotenhafen AG opgericht die alle activiteiten van de DES AG overnam. Er werden plannen gemaakt de tramlijnen naar Schidlitz en Orunia door een trolleybuslijn te vervangen maar deze werden afgeblazen. De 10 al gekochte trolleybussen werden naar Gdingen (Gotenhafen, Gdynia) overgebracht. Tot 24 maart 1945 verliep de dienstuitvoering van de tramlijnen, ondanks grootschalige bombardementen van de Geallieerden op de havens, redelijk normaal. Grote hoeveelheden mensen waren tijdens de evacuatie van Oost-Pruisen naar Danzig gevlucht in de veronderstelling vanuit de haven naar Zweden of de VS te kunnen vluchten. Tijdens de finale belegering van Danzig door het Rode Leger, januari 1945, viel de stroom uit en stopten de trams abrupt in de straten. Ze werden veelvuldig als barricademiddel gebruikt. Na de capitulatie op 30 maart 1945 bleven een verwoeste stad en infrastructuur achter. 8 motor- en 21 bijwagens werden volledig verwoest.

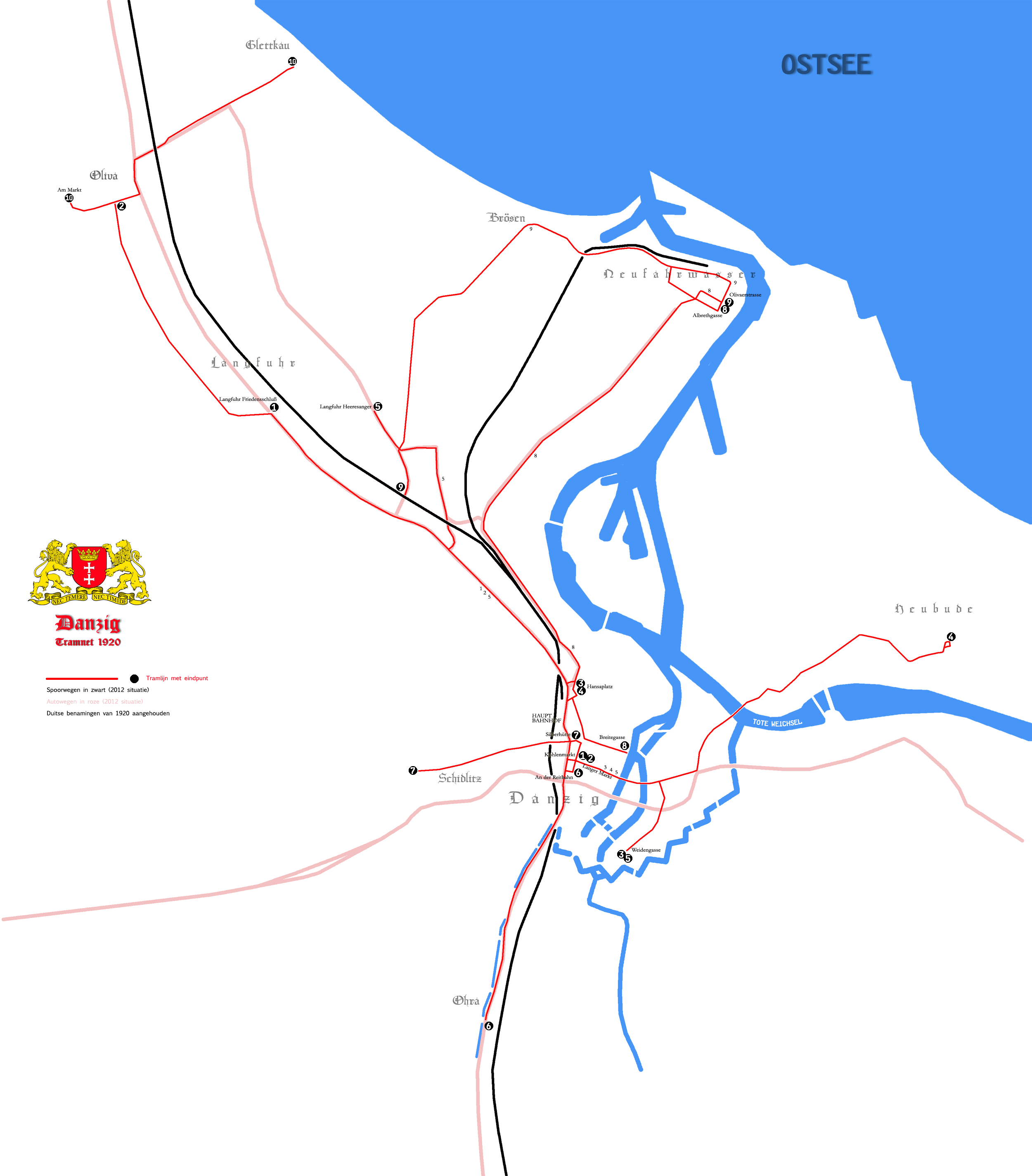
Tramnet van Danzig (Gdańsk) in 1920.
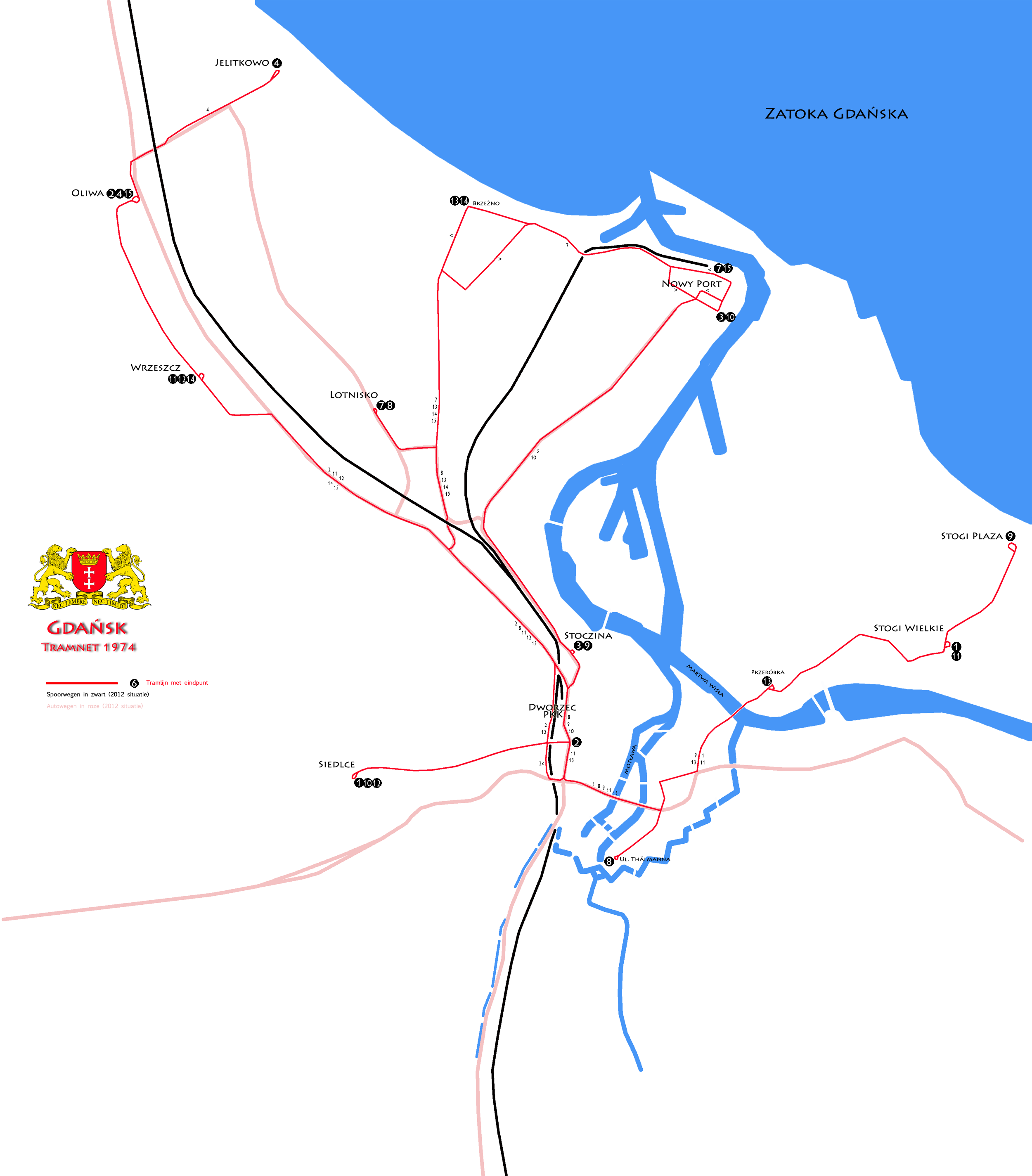
Tramnet in 1974.
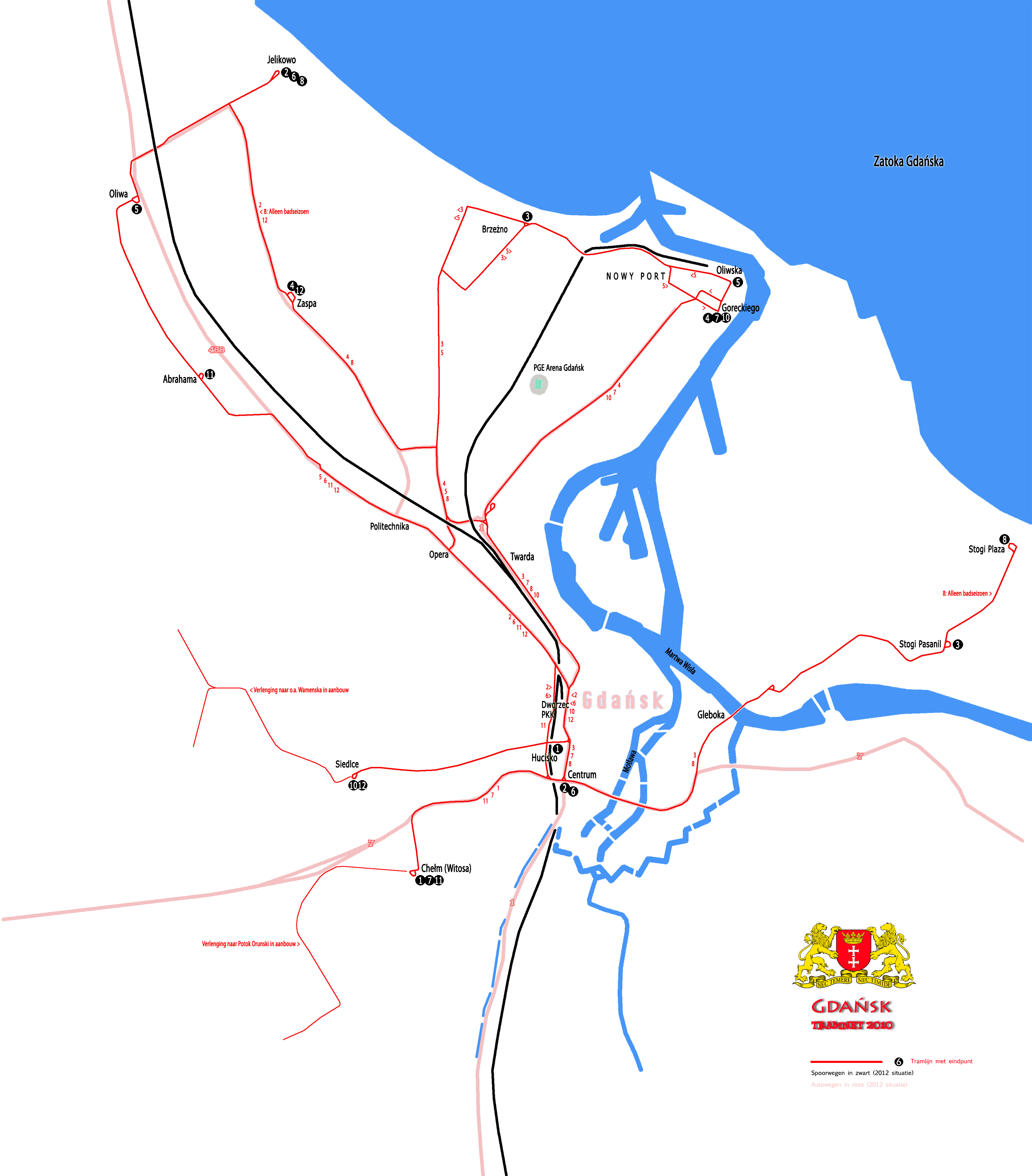
Tramnet in 2010 met de toekomstplannen er ingetekend.

## Wederopbouw na 1945
Toen de wederopbouw kon beginnen was 90% van de infrastructuur vernietigd en was er geen enkele tram meer dienstvaardig. In april 1945 werd de heropbouw gestart. De nieuwe Poolse Stedelijk Raad van Gdańsk richtte de Miejski Zakład Komunikacyjny w Gdańsku (MZK) op. De directie van het nieuwe trambedrijf bezocht enkele andere Poolse steden om te proberen afspraken te maken voor het herstel van de trams die nog op te knappen waren. Al in 1947 slaagde men er in alle baanvakken die voor de oorlog in dienst waren weer gebruiksklaar te maken. Op dat moment waren er 143 trams dienstvaardig en wachtten nog 69 trams op herstel. Als gevolg van de aanleg van Rijksweg A1 (onderdeel van de huidige E75) werd de tram daar op een grote vrije middenbaan gelegd en dit werd de belangrijkste verkeersader van de stad. Op 1 januari 1951 werd een regionale vervoersautoriteit opgericht omdat Gdańsk een steeds grotere agglomeratie werd. Het inwonertal steeg fors door de activiteiten van de plaatselijke scheepswerven. Deze autoriteit kreeg de naam Wojewódzkie Przedsiębiorstwo Komunikacyjne Gdańsk-Gdynia (WPK G-G - Regionale Transportautoriteit Gdańsk-Gdynia). In 1955 werd een nachtnet geïntroduceerd op de route van Siedlce naar de Swierczewskistraat. Dit nachtnet omvatte in 1956 zeven lijnen, genummerd 30, 50, 60, 70, 80 , 90 en 100. Alle sporen in de oude stad, behalve de route over Łąkowa en Wróbla (lijn 8), werden in de jaren 1950/1960 opgeheven omdat de directie van het trambedrijf en het gemeentebestuur de tram op de hoofdstraten wilde concentreren. Zo verdween de tram o.a. van de Lange Markt. Tussen 1957 en 1962 werden de eerste nieuwe Poolse trams van het Type N/ND in dienst gesteld waarbij een gedeelte van deze trams door het trambedrijf van Warschau waren afgestaan. Het betrof uiteindelijk 87 motor- (1008-1020 en 1000, 1007, 1021-1086) en 100 bijwagens (1200-1299). Zoveel als mogelijk probeerde men de trams die voor de oorlog waren gebouwd, buiten dienst te stellen maar deze bleken robuuster dan de nieuwe 4N/4ND trams.
In 1969 worden de eerste enkelgelede trams van Konstal, het Type 102N, afgeleverd. In 1973 bedraagt het totaal van deze trams 55 stuks en op dat moment gaan alle vooroorlogse trams buiten dienst. De grootste inspanningen werden verricht om het tramnet blijvend te moderniseren, daar waar nog niet gebeurd dubbelsporig te maken en op vrije banen te brengen. Bij de afsplitsing van Rijksweg A1 met de Aleja Generala Józefa Haller (vroegere Ostseestraße) ontstonden een grote ongelijkvloerse splitsing en een grote eindpuntlus die op 22 juli 1970 werden geopend. In 1974 werd de WPK G-G omgevormd tot Wojewódzkie Przedsiębiorstwo Komunikacyjne w Gdańsku (WPK G - Regionale Transportautoriteit van Gdańsk) en werd de aanleg van een nieuwe tramlijn over de aleja Legionów, via Zaspa en de Chłopska naar Jelitkowo (lijn 6) ter hand genomen. Deze route werd op 31 december 1977 geopend en speciaal hiervoor waren nieuwe trams van het Konstal Type 105N (5 stuks) aangeschaft. De stadsuitbreiding was mogelijk doordat de oude luchthaven van Rębiechowa werd gesloten. Vanaf 1988 worden de Type 102N trams alweer naar de sloper gebracht en is het Type 105 met al haar variaties voor 8 jaar het enige tramtype in Gdańsk. De trucks van de Type 102N trams worden hergebruikt voor het type 105N. (Eén Type 102N is als museumtram bewaard gebleven.) In 1989 werd WPK G opgesplitst in een aantal bedrijven waarbij in 1991 Zakład Komunikacji Miejskiej w Gdańsku (ZKM) tot stand kwam. In 1995 verviel de route langs de Długie Ogrody (Langgarten) ten gunste van een betere tracévoering over de ulica Łąkowej en de ulica Siennickiej. In 1980 werden plannen ontworpen de zuidwestelijke en hoger gelegen nieuwe stadswijk Chełm op het tramnet aan te sluiten. Door het ontbreken van voldoende financiële middelen en technische problemen – het traject is bochtig en stijgt flink – werd het 29 jaar ná de eerste planvorming in dienst gesteld. Uit onderzoek bleek dat geen enkele tram die op dat moment in Gdańsk in dienst was, in staat zou zijn het nieuwe tracé veilig te berijden. Het motorvermogen en de remcapaciteit van de toen aanwezige trams waren onvoldoende sterk. De nieuwe lijn, die in 2007 werd geopend, is in feite de eerste aanzet tot een nog verder aan te leggen lijn naar het zuiden van de agglomeratie. De lijn heeft stijgingen van 50‰ en daarom mogen trams van het Type Konstal 105Na, 114Na en 105NCh niet op de lijn worden ingezet. Speciaal voor deze lijn werden enkele trams van fabrikant Bombardier (NGT6) aangeschaft maar hun passagierscapaciteit bleek te klein zodat de vijfdelige PESA Swing trams beter op hun plaats zijn. In 2010 werd gestart met een nieuwe nachttramlijn 2009/2010 N0 van Chełm via Opera - Zaspa - Oliva - Wrzeszcz - Opera terug naar Chełm. Op dit moment (2012) exploiteert ZKM 12 tramlijnen:
- 2 – Chełm Witosa – Oliva via Zaspa
- 3 – Brzeźno - Stogi Pasanil via Al. Zwycięstwa
- 4 – Zaspa - Nowy Port (Góreckiego)
- 5 – Strzyża - Nowy Port (Oliwska) via Wrzeszcz
- 6 – Chełm Witosa – Jelitkowo via Wrzeszcz
- 7 – Chełm Witosa - Nowy Port (Oliwska)
- 8 – Jelitkowo - Stogi Plaża en ’s zomer door naar Stogi Pasanil (badplaats)
- 9 – Strzyża - Przeróbka
- 10 – Siedlce - Nowy Port (Góreckiego)
- 11 – Zaspa - Chełm Witosa
- 12 – Siedlce - Oliva

De lijnen 2, 3, 5, 6, 8, 11 en 12 rijden dagelijks, buiten de weekends rijden de lijn 4 en 9 alle dagen en de lijnen 7 en 10 zijn spitsuurlijnen van maandagen tot en met vrijdagen.

## Materieelpositie in 2012
- Type 105Na (Konstal), en variaties 105NCh, 105NAs – geproduceerd vanaf 1977, de laatste 1990 afgeleverd. Voor het laatst gemoderniseerd in 2004. Nog 68 trams van deze serie zijn in dienst en rijden als koppelstellen (2 of 3 wagens gekoppeld).
- Type 114Na (Konstal) – geproduceerd in 1997, 2 stuks. Dit zijn dubbelgelede trams met een verlaagde vloer in de korte tussenbak (C).
- Type NGd99 (Alstom) – geproduceerd in 1999, 4 stuks. Dit zijn dubbelgelede trams waarbij 70% van de vloer laag is; de kopdelen hebben een hoge vloer. In 2000 werden de trams zodanig technisch aangepast dat het mogelijk werd hen op de lijn naar Chełm in te zetten.
- Type NGT6 (Bombardier) – geproduceerd in 2007, 3 stuks. Een zeer kleine serie trams die totaal 21,5 miljoen złoty kostte.
- Type N8CNF (Düwag), 43 stuks. Deze dubbelgelede trams die gekocht zijn van het trambedrijf in Dortmund zijn intensief verbouwd en er is een verlaagd middengedeelte toegevoegd. De modernisering werd uitgevoerd door Modertrans te Poznań waarbij de trams tevens nieuwe fronten kregen.
- Type Pesa Swing, afgeleverd vanaf 2010. Totaalprijs van deze serie van 35 nieuwe trams is 305 miljoen złoty. Ze zijn onder meer aangeschaft voor het verwachte extra vervoer rond de Europese Voetbalkampioenschappen in 2012.

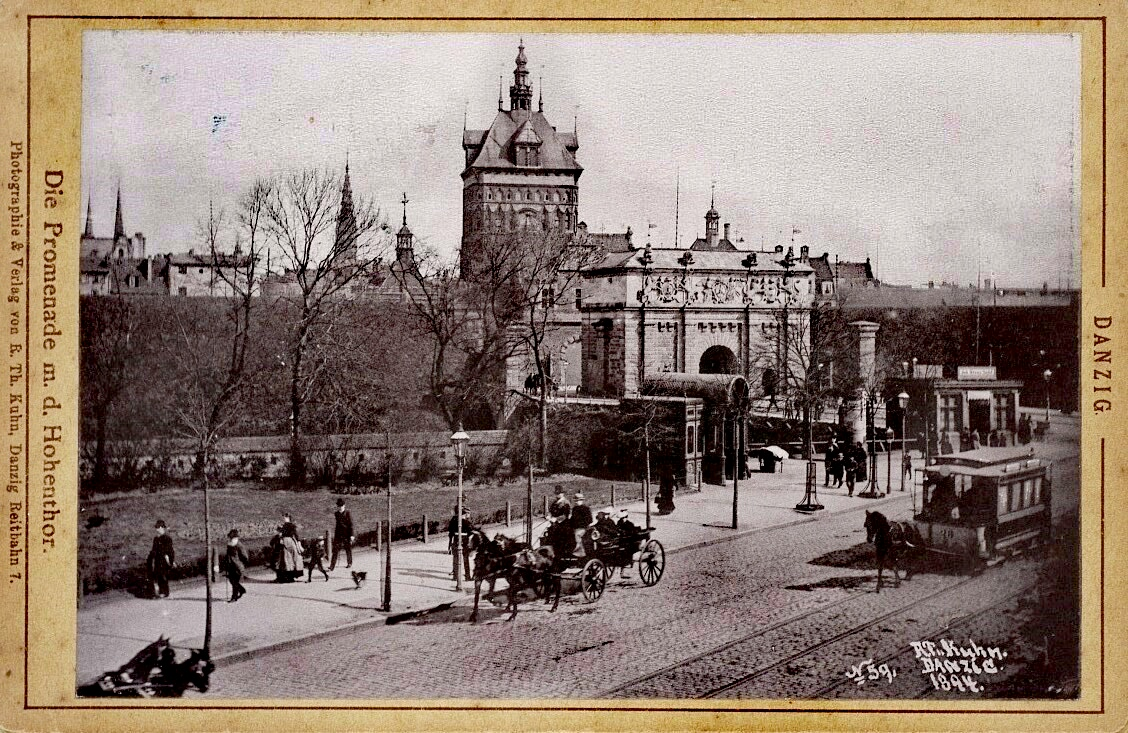
Paardentram op de Promenade ter hoogte van de Hohenthor (achtergrond).
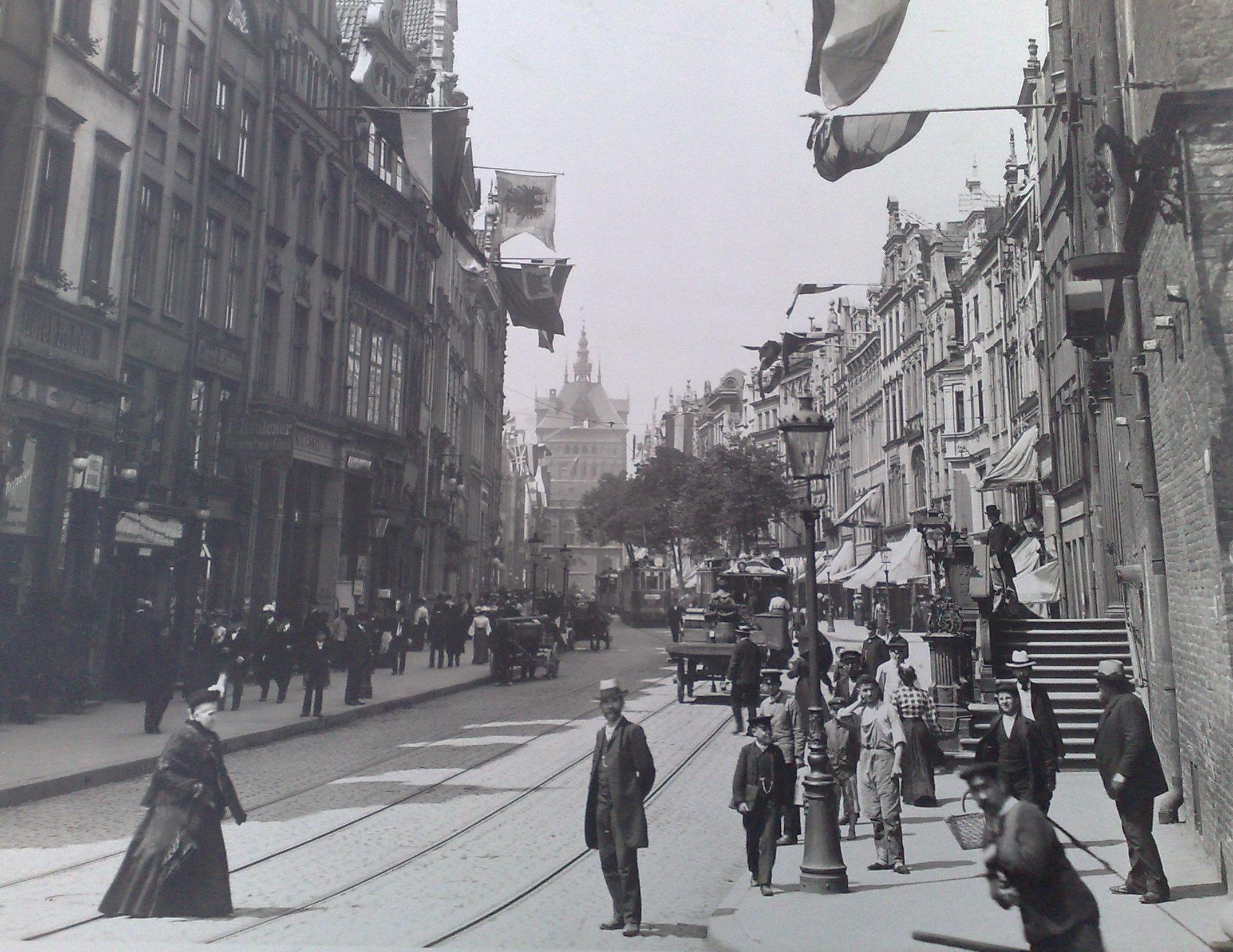
In 1906 rijdt de tram reeds door de Langgasse (heden: Ulica Długa) in Danzig.
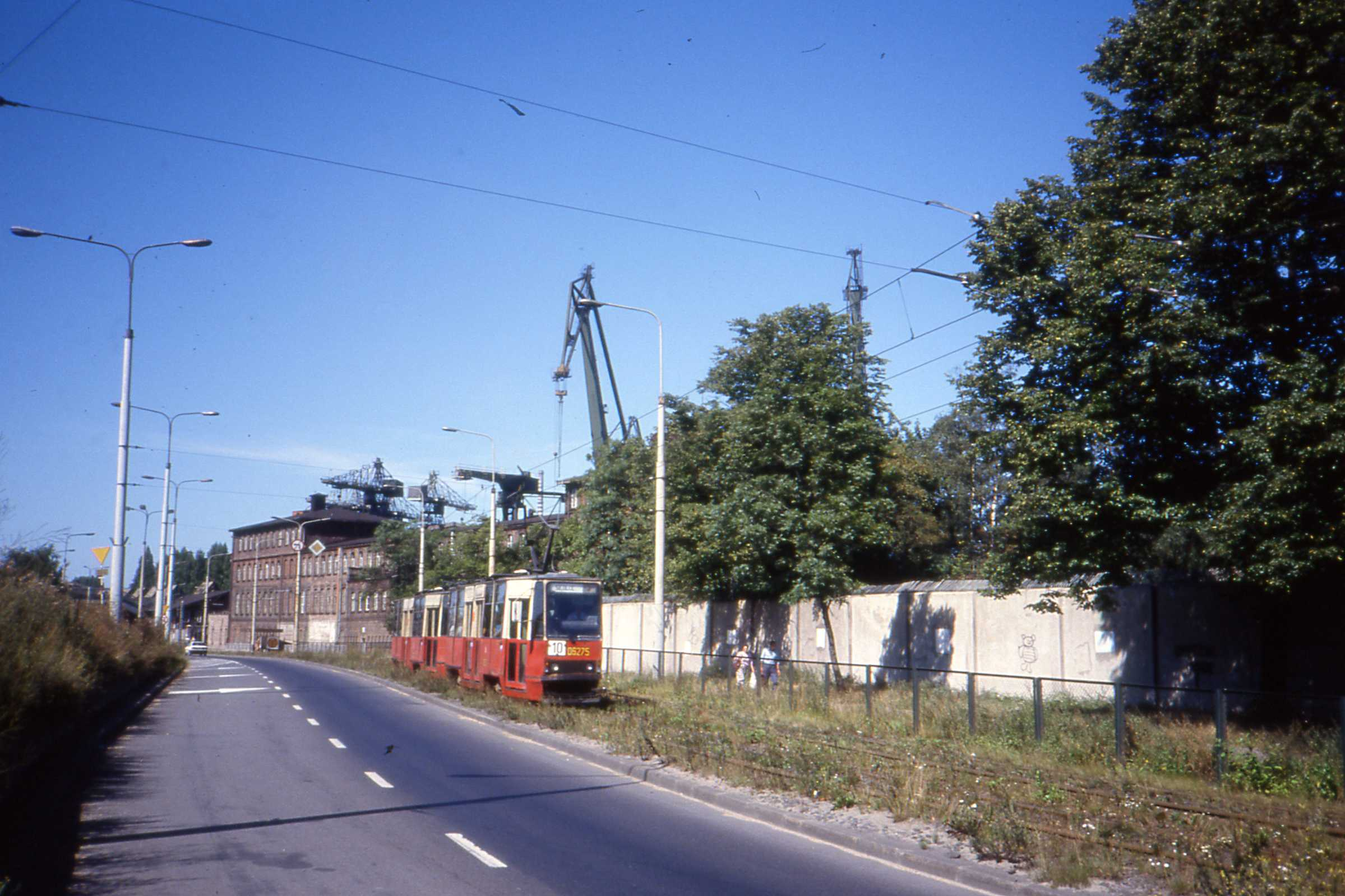
In augustus 1990 rijdt een gekoppeld stel Type 105N trams op lijn 10 richting Siedlce.
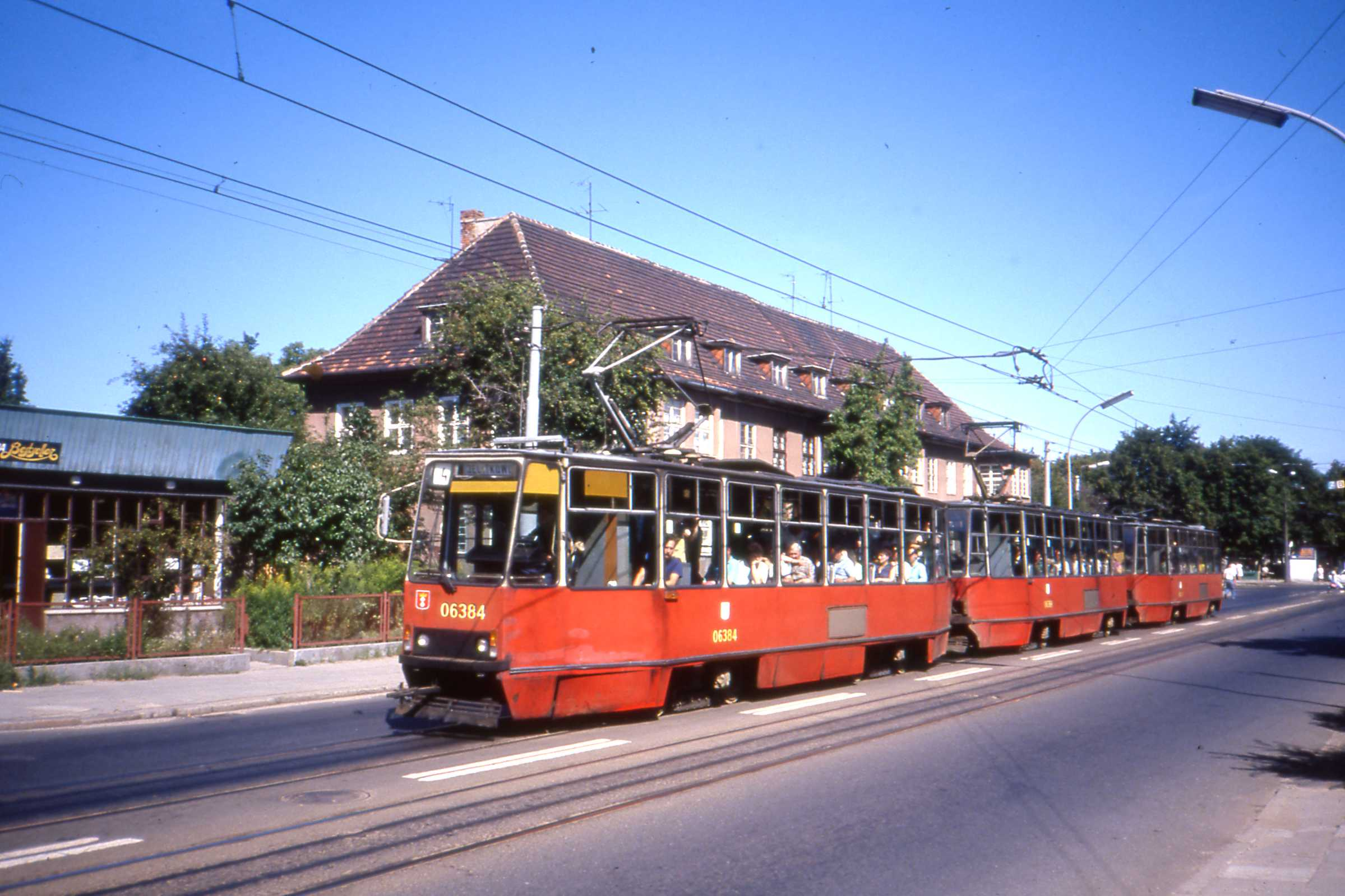
Driewagentram op lijn 4 naar Jelitkowo, 1990.
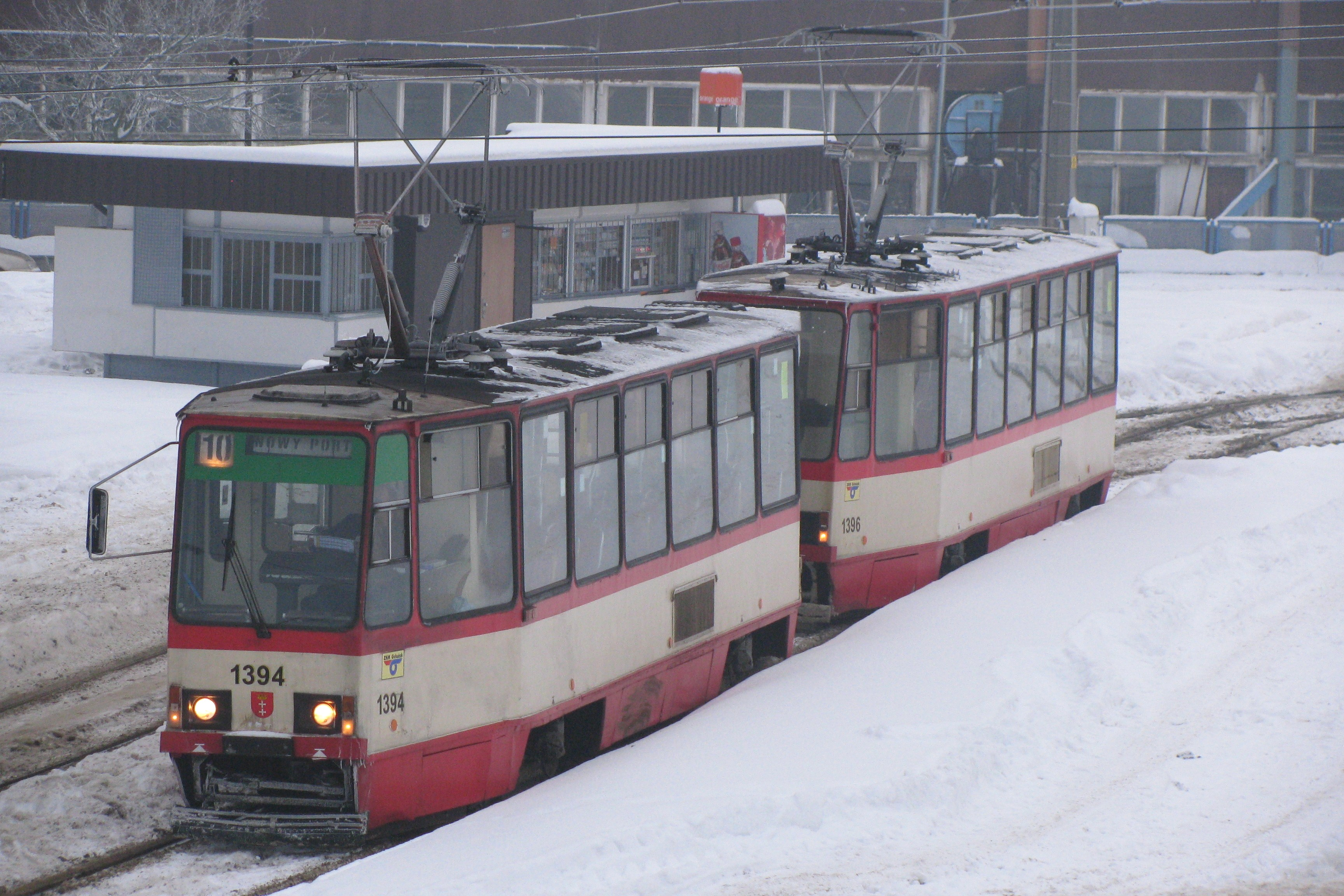
Nog niet gemoderniseerd stel Type 105Na trams op lijn 10, 2010.
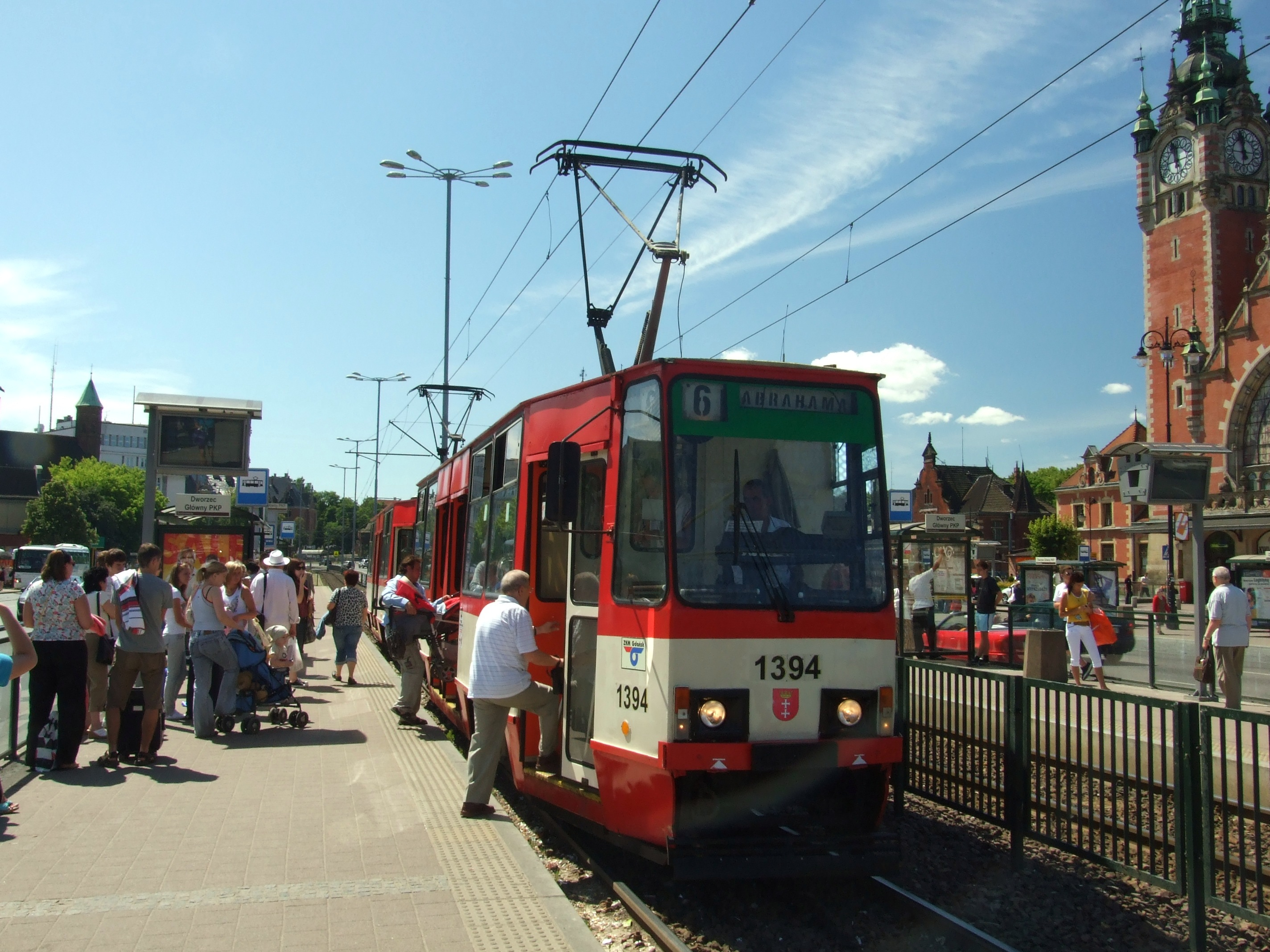
Tramdrukte voor het Centraal Station (rechts).
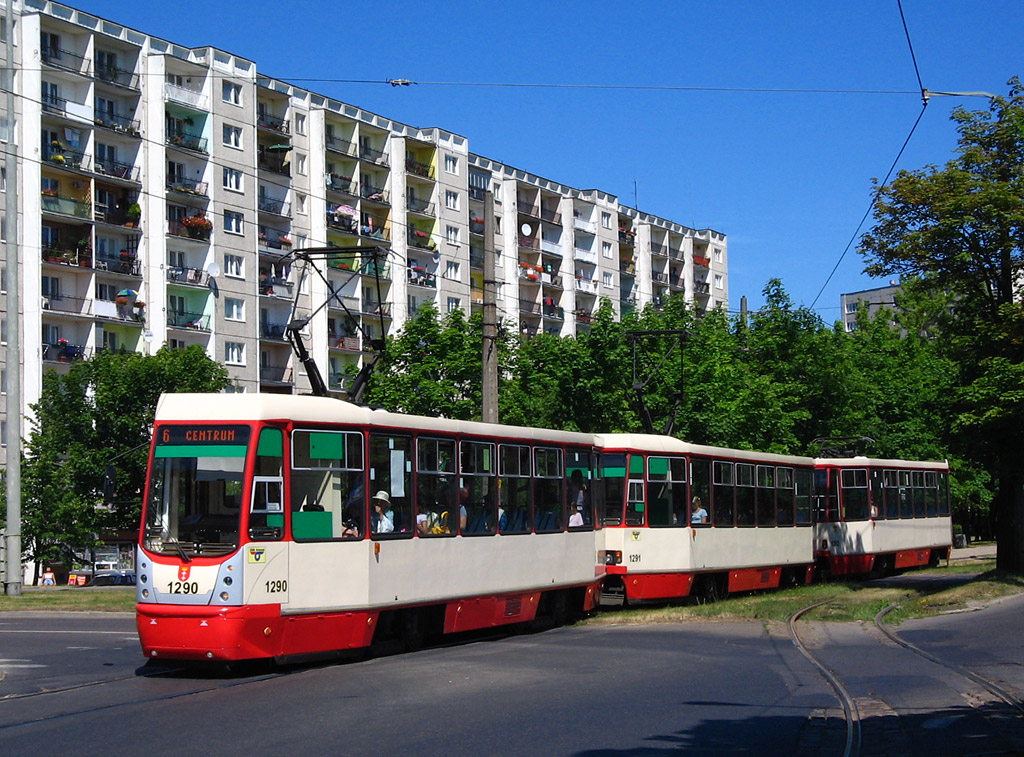
Drie gekoppelde Type 105N trams in een gemoderniseerde versie.
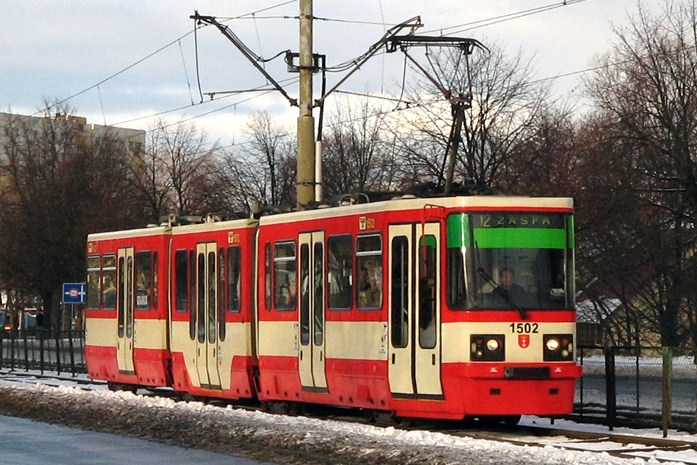
Dubbelgelede tram (nrs. 1501 en 1502 omvatten deze serie) met duidelijk zichtbaar het middendeel met de verlaagde vloer.
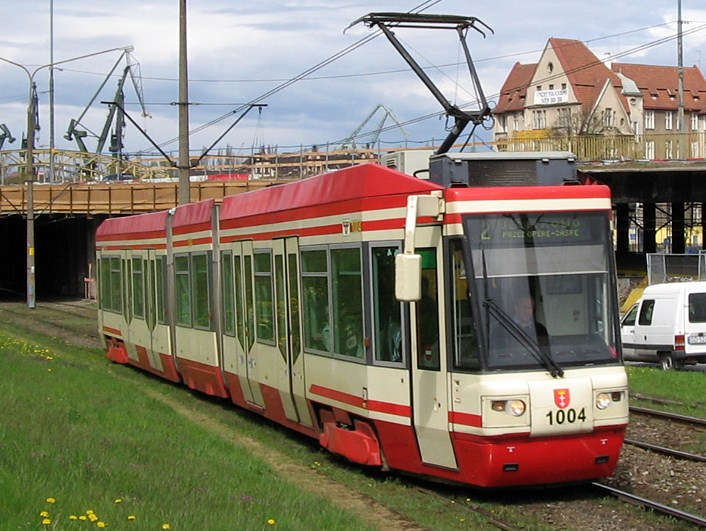
Deze serie trams (1001-1004) rust op drie draaistellen. De deur bij de bestuurder heeft voor de passagiers geen functie.
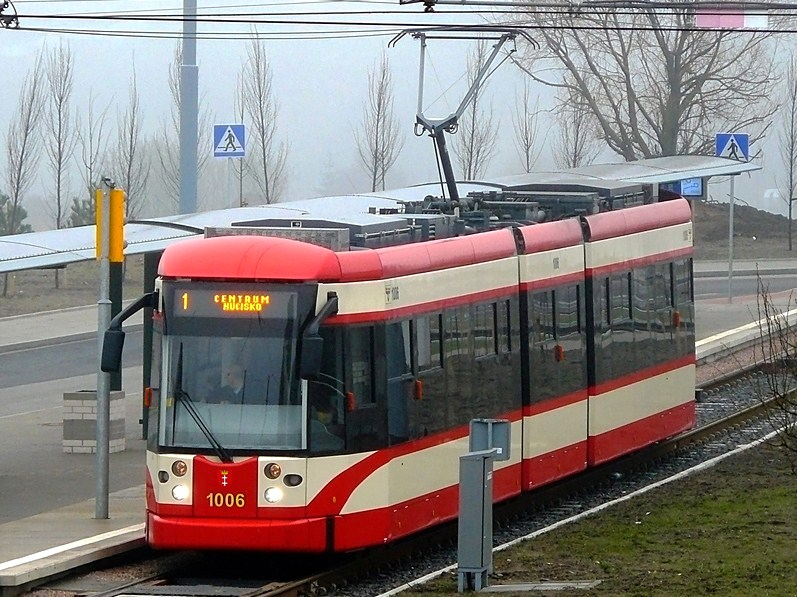
Ook deze kleine serie (1005-1008) betreft trams op drie draaistellen.
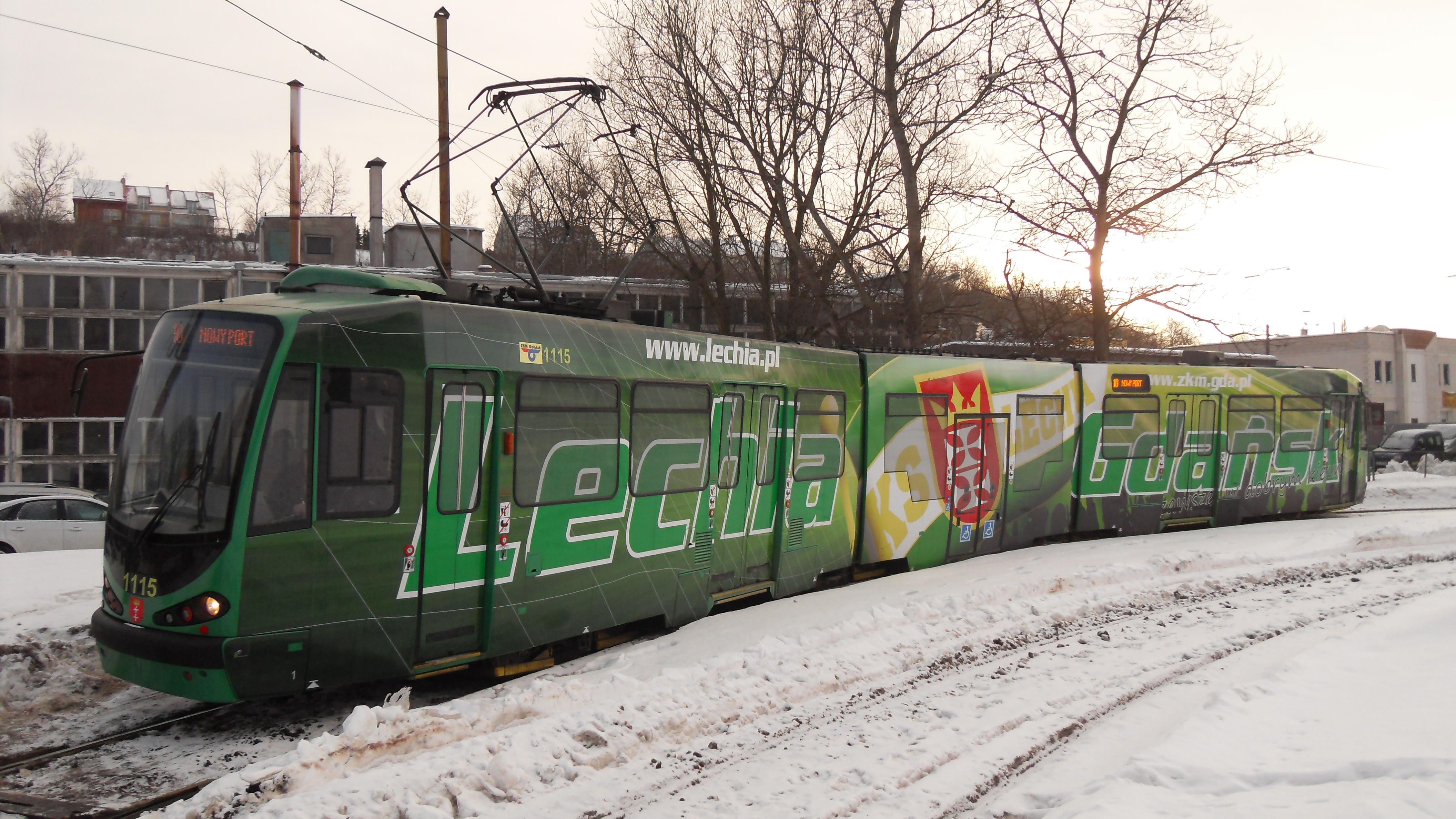
Geheel met reclame voor de plaatselijke voetbalclub beplakte N8C tram (ex. Dortmund).
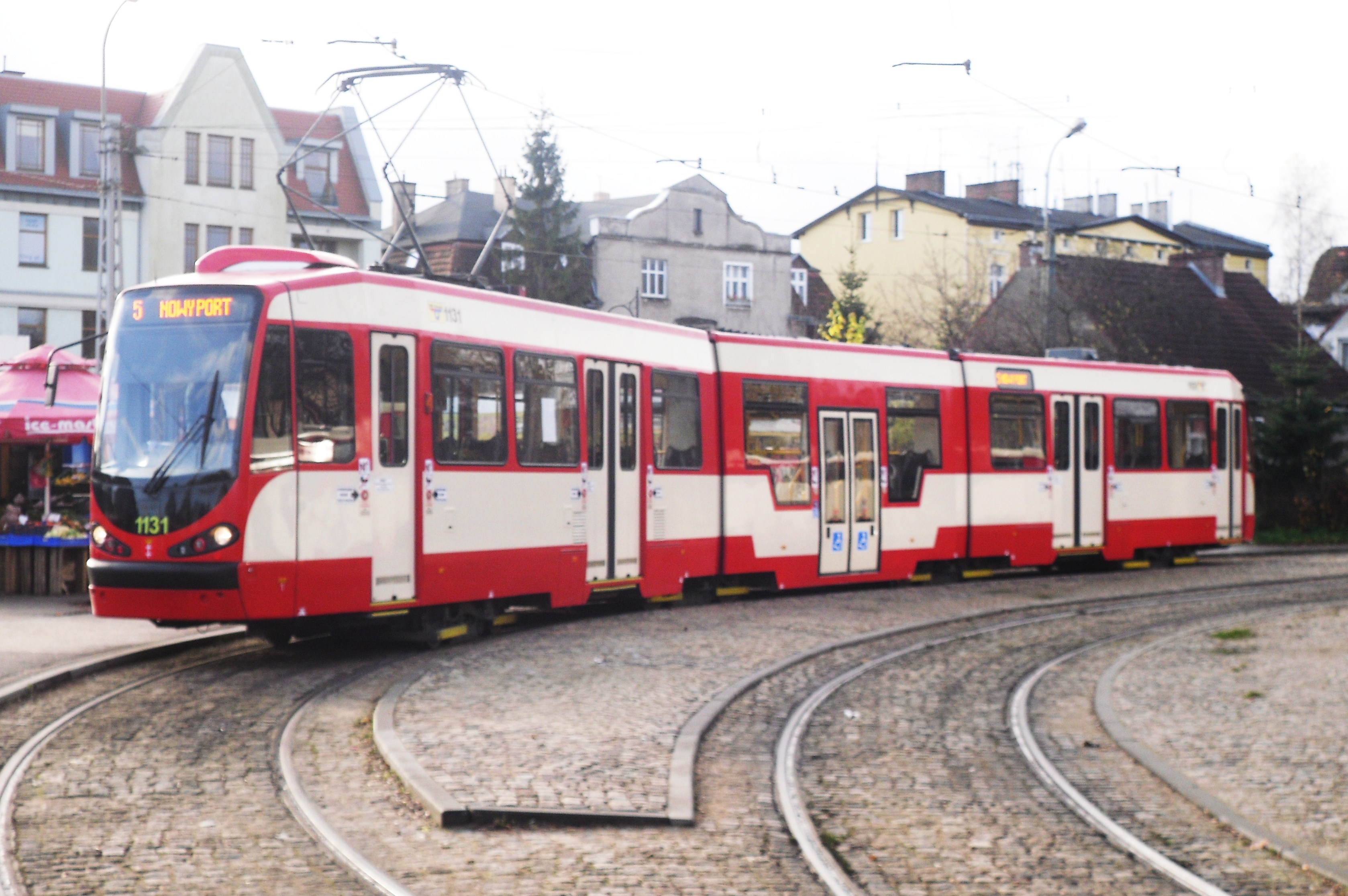
Van Dortmund overgenomen dubbelgelede trams met nieuwe fronten en een verlaagd middendeel.
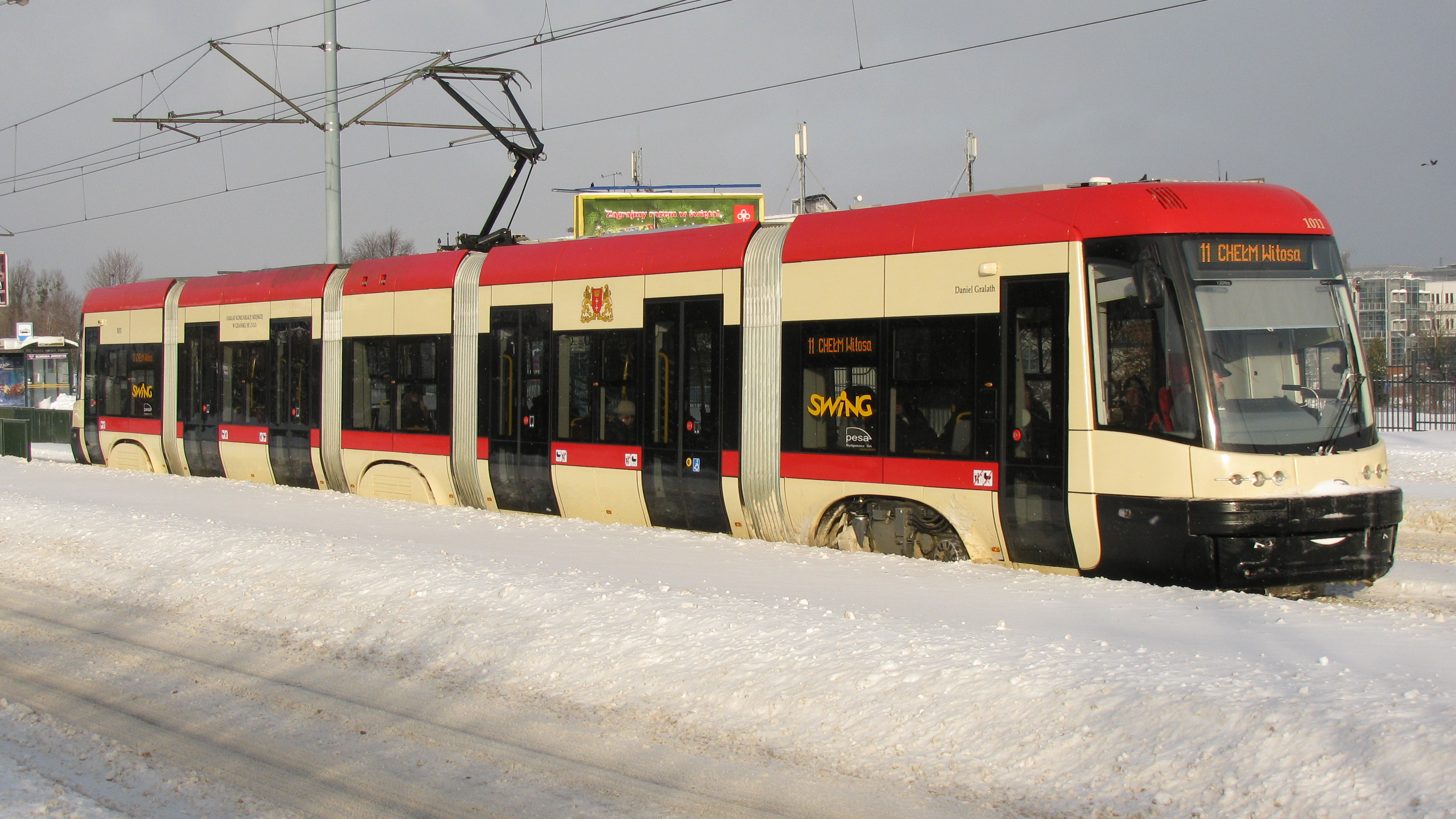
Vijfdelige trams, analoog naar series van dit type die in Warschau, Szczecin, Szeged (Hongarije) en Bydgoszcz zijn afgeleverd, op 3 draaistellen met volledig lage vloer.
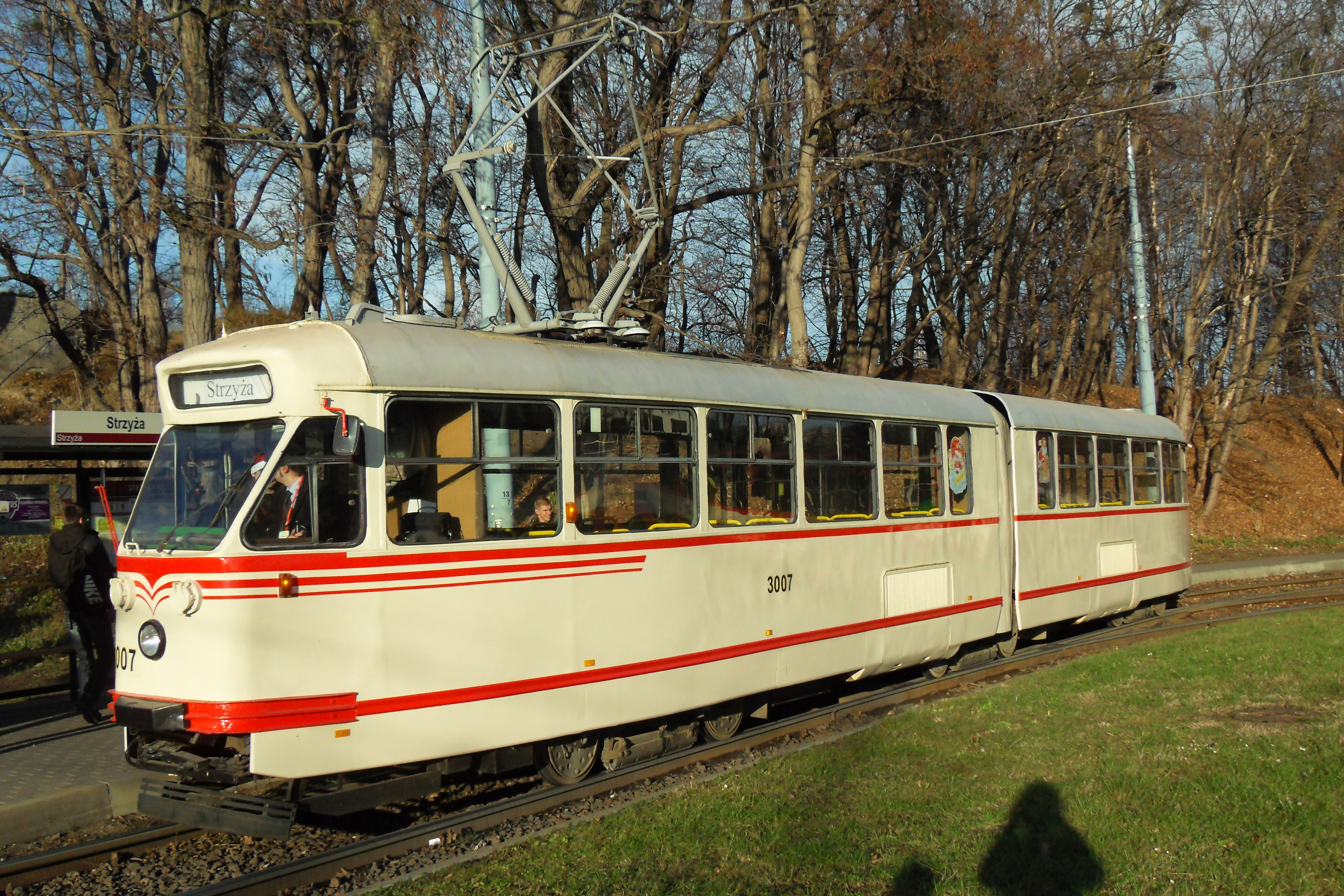
Gerestaureerde Konstal 102Na tram als museumwagen.
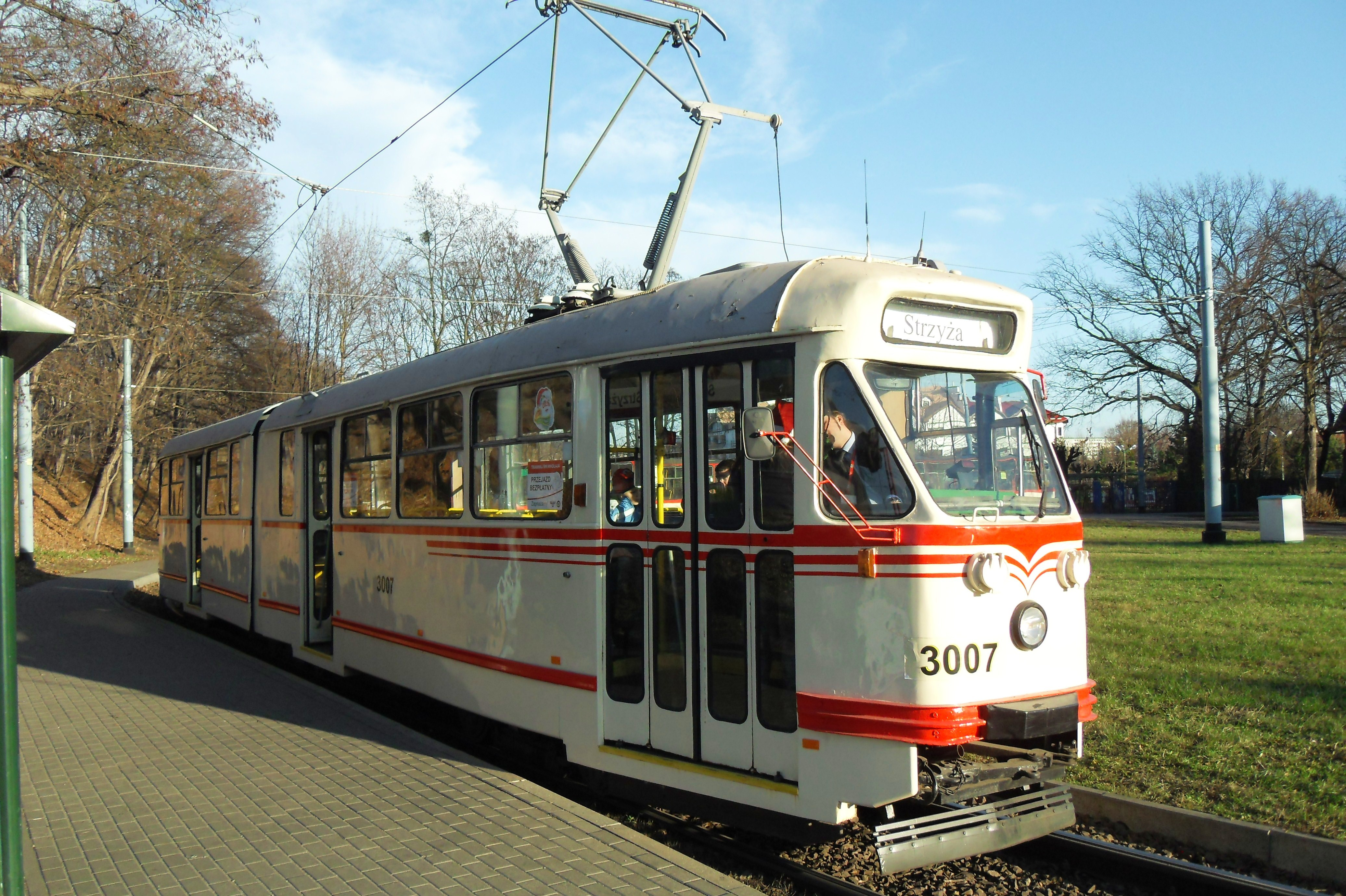
Idem aan de deurzijde.

## Toekomstplannen
- Tramlijn naar Łostowice en Orunię Górną: In aanbouw is de verlenging vanaf het eindpunt Chełm Wotisa naar Orunia Górna en Nowa Łódzka via de Aleja Vaclava Havla. Dit sterk stijgende stuk nieuwe tramlijn mag ook alleen door de trams die voor de lijn naar Chełm geschikt zijn, worden gebruikt. Het is de bedoeling alle in Chełm eindigende tramlijnen door te trekken en vele buslijnen terug te trekken tot het nieuwe eindpunt.
- Tramlijn naar Piecki-Migowo: Dit project wordt opgedeeld in twee fases. De eerste etappe moet een verlenging zijn van het westelijk eindpunt Siedlce via het grote winkelcentrum bij Piekarnicz en Warńenska naar Migowo en de tweede een verlenging vanaf Warńenska naar PKM (Pomorska Kolej Metropolitalna) Brętowo (bij de niet meer in gebruik zijnde vroegere spoorlijn tussen Lotniczy en Wrzeszcz). In een 3de fase kan de tramlijn dan verlengd worden van PKM Brętowo over het tracé van de vroegere spoorlijn naar de halte Abrahama tussen Zaspa en Oliva. Een ander uit te werken plan zou de verlenging van de tramlijn naar Gdańsk’s Lech Wałęsa Airport kunnen zijn.